# Csomortány Erzsébet
Csomortány Erzsébet (1571 – Isztambul, 1617 k.) magyar nemes hölgy a losonczi Csomortány (olv. Csomortányi) családból, Jeremiás moldvai fejedelem felesége, Mihály lengyel király dédanyja, több európai uralkodó ősanyja. Egyes forrásokban Margitként szerepel a keresztneve.

## Élete
Nagy Iván szerint (III. 177.) családja csíkszéki székely család volt, Csomortány birtokosa. Az apja, Csomortány Tamás a Lemberghez közeli nagy kiterjedésű Lozna birtok tulajdonosa volt. Csomortány Erzsébet Jeremiás moldvai fejedelem felesége lett. A 17. század elején jelentős szerepet játszott a moldvai katolicizmus megerősödésében. A gyermekeit széles körű műveltséggel és kulturális látókörrel ruházta fel. 
A fiai moldvai fejedelmek lettek, a lányai lengyel főnemesi családokba mentek férjhez.

## Leszármazási jegyzéke
1. Csomortány Tamás = N. Lozinska
0. Csomortány Erzsébet (1571-1617 k.) = Ieremia Movilă (1555 k.–1606) moldvai fejedelem
01. Anna Mohyła (1579–1667) = Stanisław Rewera Potocki (1579–1667)
02. Andrzej Potocki ( -1691. augusztus 30.) = Anna Rysińska - 3 gyermek
02. Feliks Kazimierz Potocki (1630–1702) = 1. Krystyna Lubomirska ( -1669), 2. Konstancja Roża Łos - 5 gyermek (1.)
02. Wiktoria Elżbieta Potocka ( -1670 k.) = 1. Adam Hieronim Sieniawski (1623–1650), 2. Andrzej Potocki (1618–1663) - 1 gyermek (1.)
02. Anna Potocka (1615–1690) = Dominik Aleksander Kazanowski (1605–1648) - 1 gyermek
02. Prokop Potocki - kihalt
01. Regina Mohylanka (1588 k.-1619 k.) = Michał Wiśniowiecki ( -1616)
02. Jeremi Michał Wiśniowiecki (1612-1651) = Gryzelda Konstancja Zamoyska (1623–1672)
03. Mihály lengyel király (1640–1673) = Habsburg Eleonóra Mária (1653–1697) - 1 gyermek halva született
02. Anna Wiśniowiecka = Zygmunt Firlej
01. Ecaterina Movilă (1590-1618) = Samuel Korecki (1586 k.–1622. június 27.)
02. Anna Korecka = Andrzej Leszczyński (1606–1651) - 1 gyermek
01. Maria Mohyła (1591/92-1638. december 10.) = Stefan Potocki (1568–1631)
02. Katarzyna Potocka (1616–1642) = Jonušas Radvila herceg (1612–1655)
03. Anna Maria Radziwiłł (1640–1667) = Bogusław Radziwiłł herceg (1620–1669) Poroszország kormányzója
04. Ludwika Karolina Radziwiłł (1667–1695) = 1. Ludwig von Brandenburg (1666-1687), Brandenburg hercege és őrgrófja , 2. III. Károly Fülöp pfalzi választófejedelem (1661–1742)
05.(2) Leopoldine Eleonore Josephine, Pfalzgräfin bei Rhein (1689-1693) - kihalt
05.(2) Maria Anna, Pfalzgräfin bei Rhein (1690-1692) - kihalt
05.(2) Prinzessin Elisabeth Auguste Sofie von der Pfalz (1693–1728) =
Pfalzgraf Joseph Karl von Pfalz-Sulzbach (1694–1729)
06. Karl Philipp August Franz, Pfalzgraf von Sulzbach (1718-1724) - kihalt
06. Innozenzia Maria, Pfalzgraf von Sulzbach (1719-1719) - kihalt
06. Elisabeth Maria Aloise Auguste, Pfalzgräfin von Sulzbach (1721- ) = Karl IV. Theodor, Kurfürst von der Pfalz (1724-1799) - 1 gyermek, kihalt
06. Maria Anna von Pfalz-Sulzbach, Pfalzgräfin von Sulzbach (1722-1790) = 1. Clemens Franz von Paula, Herzog von Bayern (1722-1770), 2. Andreas André - 6 gyermek (1.), mind kihalt
06. Pfalzgräfin Maria Francisca von Sulzbach (1724–1794) = Pfalzgraf Friedrich Michael von Zweibrücken-Birkenfeld (1724–1767)
07. Karl II. August, Herzog von Pfalz-Zweibrücken (1746-1795) = Maria Amalie, Prinzessin von Sachsen (1757-1831) - 1 gyermek, kihalt
07. Klement August, Prinz von Zweibrücken (1749-1750) - kihalt
07. Maria Amalie, Prinzessin bei Rhein zu Zweibrücken (1752-1828) = I. Frigyes Ágost szász király (1750-1828) - 4 gyermek, mind kihalt
07. Pfalzgräfin Marie Anna von Zweibrücken-Birkenfeld (1753–1824) =
Herzog Wilhelm in Bayern (1752–1837) - 2 élő gyermek
07. I. Miksa bajor király (1756-1825) = 1. Auguszta Vilma hessen–darmstadti hercegnő (1756-1796), 2. Karolina Friderika Vilma badeni hercegnő (1776-1841) - 13 gyermek (5+8)
A leszármazói közé tartozik: I. Lajos bajor király, XV. Károly svéd király, III. Viktor Emánuel olasz király, I. György szász király, Habsburg–Lotaringiai József Árpád, IV. Károly magyar király, Habsburg Ottó, I. Ferenc József magyar király, I. Miksa mexikói császár, Habsburg–Lotaringiai Ferenc Ferdinánd osztrák–magyar trónörökös, Wittelsbach Erzsébet magyar királyné, III. Lipót belga király, stb.
06. Karl Philipp August, Pfalzgraf von Sulzbach (1725-1727) - kihalt
06. N, Pfalzgräfin von Sulzbach (1728-1728) - kihalt
05.(2) N, Pfalzgraf bei Rhein (1695. 3. 22.-1695. 3. 22.) - kihalt
03. Krzysztof Radziwiłł
02. Anna Potocka (1615 k.-1690) = Dominik Aleksander Kazanowski (1610 k.-1648)
03. Marianna Kazanowska (1643-1687) = Stanisław Jan Jabłonowski (1634-1702)
04. Anna Katarina Jabłonowska (1658-1727) = Rafał Leszczyński (1650-1703)
05. I. Leszczyñski Szaniszló (1677-1766) lengyel király = Katarzyna Opalinska (1680-1747)
06. Anna Leszczyńska (1699-1717) - kihalt
06. Maria Leszczyńska (1703-1768) = XV. Lajos (1710-1774) francia király - 10 gyermek
04. Jan Stanisław Jabłonowski (1669-1731) = Jeanne de Béthune (1672 k.-1744) - 5 gyermek
04. Jadwiga Teresa Jabłonowska - kihalt
04. Aleksander Jan Jabłonowski (1670-1733) = Teofila Sieniawska (1677-1754) - 1 gyermek
04. Elzbieta Jabłonowska (1672- ) - kihalt
04. Stanisław Karol Jabłonowski ( -1702) - kihalt
02. Pawel Potocki ( -1674) = 1. Elżbieta Jarmolinska, 2. Eleonora Sołtykow - 1+3 gyermek
01. Konstantin Movilă (1594 k.-1612. július) moldvai fejedelem - kihalt
01. V. Sándor moldvai fejedelem (1615-1616) - kihalt
01. Bogdan ( -1596. március 7.) - kihalt
01. Alexandra ( -1597. július 12.) - kihalt
01. Stana ( -1597. július 12.) - kihalt